# Blackstads landskommun
Blackstads landskommun var en tidigare kommun i Kalmar län.

## Administrativ historik
När 1862 års kommunalförordningar trädde i kraft inrättades i Sverige cirka 2 500 kommuner. Huvuddelen av dessa var landskommuner (baserade på den äldre sockenindelningen), vartill kom 89 städer och åtta köpingar. I Blackstads socken i Södra Tjusts härad i Småland inrättades då denna kommun.
Vid kommunreformen 1952 uppgick den i storkommunen Locknevi.
År 1971 upplöstes Locknevi landskommun och detta område gick upp i Västerviks kommun.

## Politik

### Mandatfördelning i Blackstads landskommun 1938-1946
| 7 | 5 | 5 |

| 17 |

| 6 | 6 | 5 |

| 17 |

| 6 | 7 | 4 |

| 17 |